# Vpopmail
vpopmail ist ein Abstraktionslayer für den Mailserver qmail der es ermöglicht, die Benutzerkonten aus der Unix-Umgebung zu entfernen und auch die Virtualisierung von Domänen vereinfacht.
Die Problematik von vielen Service-Providern ist die zu verwaltenden Domains in Bezug auf die verfügbaren IP-Adressen. Im klassischen Prinzip wird eine Mail-Domäne auf eine IP-Adresse gelegt. Dies ist aktuell aber längst nicht mehr Stand der Technik. Dennoch sind viele Mail-Server nicht ohne Weiteres in der Lage, vernünftig mit mehreren Domänen umzugehen.
Ein oft genutzter Mail-Server ist qmail. qmail gilt als äußerst sicher, auch wenn es seit längerem nicht mehr direkt weiter entwickelt wurde. Die aktuelle Version ist 1.03.
Die Problematik von qmail stellen nicht nur die Domänen dar, die sich noch lösen lassen, sondern auch die Tatsache, dass jeder Mail-Account ein echter User auf einem Linux/Unix Server wird, also einen Eintrag in /etc/passwd erhält. Dies macht das System einerseits anfällig auf Sicherheit und zusätzlich erschwert es die Administration.
Dank vpopmail lassen sich die Konten in einer Datenbank, meist MySQL oder LDAP, verwalten. Dies erlaubt auch den Einsatz von weiteren Administrations-Tools, wie zum Beispiel dem QMailAdmin.